# Imer Pula
Imer Pulja (Pulja), alb. Ymer Pula, serb. Имер Пуља (ur. 20 listopada 1921, zm. w styczniu 2010) – jugosłowiański (kosowski) działacz komunistyczny i ekonomista, w latach 1982–1984 przewodniczący Rady Wykonawczej (premier) Socjalistycznej Prowincji Autonomicznej Kosowo.

## Życiorys
Z pochodzenia Albańczyk z Kosowa, absolwent studiów na wydziale ekonomii. W 1941 wstąpił do Związku Komunistów Jugosławii (działał w ramach Związku Komunistów Kosowa), od tegoż roku walczył w ramach komunistycznej partyzantki. Od 1945 do 1967 wchodził w skład egzekutywy ZKK, był sekretarzem komitetów regionalnych ZKK w Peciu, Djakovicy i Kosowskiej Mitrowicy. Został członkiem władz prowincjonalnych i federalnych Socjalistycznego Sojuszu Ludu Pracującego oraz przewodniczącym izby handlowej w Kosowie.
Do 1971 członek Rady Wykonawczej Zgromadzenia (rządu) Socjalistycznej Republiki Serbii. W latach 1971–1974 wchodził w skład Federalnej Rady Wykonawczej, egzekutywy federalnej kierowanej wówczas przez Džemala Bijedicia. Od 1978 do 1982 federalny sekretarz ds. rynku i cen. W maju 1982 został przewodniczącym Rady Wykonawczej (premierem) Socjalistycznej Prowincji Autonomicznej Kosowo, pełnił funkcję do maja 1984. W 1987 wydalony z partii po uznaniu go za winnego kryzysu politycznego w Kosowie.
Jego imieniem nazwano ulicę w Djakovicy.